# Concistori di papa Lucio II

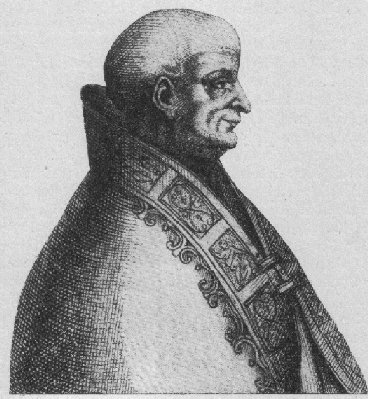
Papa Lucio II

Questa voce raccoglie l'elenco completo dei concistori per la creazione di nuovi cardinali presieduti da papa Lucio II, con l'indicazione di tutti i cardinali creati di cui si hanno informazioni documentarie (9 nuovi cardinali in 2 concistori). I nomi sono posti in ordine di creazione.

## Giugno 1144 (I)
- Ubaldo Caccianemici, Can.Reg. S. Maria di Reno; creato cardinale presbitero di Santa Croce in Gerusalemme (morto nel 1171)
- Berardo, creato cardinale diacono (diaconia ignota) (morto verso maggio 1146)

## Dicembre 1144 (II)
- Guarino Foscari, Can.Reg. S. Maria di Reno; creato cardinale vescovo di Palestrina (morto nel febbraio 1158 o 1159); canonizzato da Papa Alessandro III, la sua memoria è il 6 febbraio
- Guido Cibo, creato cardinale presbitero di Santa Pudenziana (morto prima di settembre 1159)
- Villano Caetani, creato cardinale presbitero di Santo Stefano in Monte Celio (morto nell'ottobre 1175)
- Cenzio, creato cardinale presbitero (titolo ignoto) (morto verso marzo 1158)
- Bernardo, creato cardinale diacono (diaconia ignota) (morto verso dicembre 1152)
- Pietro, creato cardinale diacono di Santa Maria in Via Lata (morto ca. 1148)
- Nikolaus, creato cardinale diacono (diaconia ignota) (morto prima di marzo 1151)

## Fonti
- (EN) Current and historical information about the Bishops and Dioceses of the Catholic Hierarchy around the world, su catholic-hierarchy.org.
- (EN) Salvador Miranda, Lucius II, su fiu.edu – The Cardinals of the Holy Roman Church, Florida International University.